# Microselia espanaensis
Microselia espanaensis är en tvåvingeart som beskrevs av Ronald Henry Lambert Disney 2006. Microselia espanaensis ingår i släktet Microselia och familjen puckelflugor.
Artens utbredningsområde är Spanien. Inga underarter finns listade i Catalogue of Life.